# エステバン・カンビアッソ
エステバン・マティアス・カンビアッソ・デレアウ（Esteban Matias Cambiasso Deleau, 1980年8月18日 - ）は、アルゼンチン・ブエノスアイレス出身の元サッカー選手。元アルゼンチン代表。現役時代のポジションはミッドフィールダー。愛称は「クチュ」。本職であるボランチやセントラルハーフの他にセンターバックでもプレーできる。

## クラブ経歴
地元のクラブチームであるAAアルヘンティノス・ジュニアーズで競技生活を開始。1996年、15歳でレアル・マドリードに移籍し、レアル・マドリードBでプレー。経験を積むためにアルゼンチンのCAインデペンディエンテとCAリーベル・プレートにレンタル移籍をした後、2002年にレアル・マドリードへ復帰。銀河系軍団と呼ばれたチームにおいてクロード・マケレレと共にピボーテとしてチームを支えた。
2004年夏にインテルナツィオナーレ・ミラノへ移籍。1年目からレギュラーを獲得すると、ハビエル・サネッティやフアン・セバスティアン・ベロンら同国人と共に2004–05シーズンのコッパ・イタリア制覇に貢献。2008-09シーズン開幕直後はDFの大量離脱に伴い、一時的にセンターバックの位置でプレーした。ジョゼ・モウリーニョ監督の下で三冠を獲得した2009-10シーズンは、チャンピオンズリーグ決勝トーナメント一回戦1stレグでチェルシーFC相手に決勝ゴールを決めた。
インテル入団後は怪我で長期離脱した2006-07シーズンを除いて毎シーズン30試合以上に出場しており、チームの重鎮の一人だった。
2014年5月18日、インテルのピエロ・アウジリオスポーツディレクターがカンビアッソの退団を発表、8月28日にレスター・シティFCに加入した。レスター・シティのプレミアリーグ残留に貢献するも、1年契約満了に伴い退団。
2015年8月7日、 オリンピアコスFCに加入した。
2017年9月、オリンピアコスFCを退団し、現役引退することを発表した。すでにイタリアで欧州サッカー連盟(UEFA)の指導者ライセンスを取得している。2020年インテル殿堂入りを果たした。

## 代表経歴
1997年、16歳でU-20アルゼンチン代表の一員としてワールドユース選手権に出場。フアン・ロマン・リケルメ、ワルテル・サムエルと共に優勝を経験した。また、1999年の同大会ではキャプテンを務めた。
2000年にフル代表デビュー。2004年、ユース時代から自身を知るホセ・ペケルマン監督が就任すると代表に定着。2006 FIFAワールドカップのグループリーグ第2戦のセルビア・モンテネグロ戦ではパス交換からゴールを決め、勝利に貢献した。2008年にディエゴ・マラドーナが監督に就任してからは代表から遠ざかり、2010 FIFAワールドカップのメンバーには選ばれなかった。2010年8月、セルヒオ・バティスタ暫定監督によりスペインとの親善試合に招集された。

## 人物
祖先がジェノヴァ出身のイタリア系アルゼンチン人である。愛称の「クチュ」はアルゼンチンの芸能人に由来し、リオプラテンセ・スペイン語で「おやじさん」という意味である。
2011年の時点で獲得したタイトル数は23にのぼり、アルフレッド・ディ・ステファノを1つ上回ってアルゼンチン人サッカー選手としては史上最多である。
現在は独身であるが、別れた妻との間に一人娘がいる。

## 個人成績
| クラブ               | シーズン | リーグ                   | 背番号 | リーグ戦 | リーグ戦 | カップ戦 | カップ戦 | 欧州カップ戦 | 欧州カップ戦 | 合計 | 合計   |
| クラブ               | シーズン | リーグ                   | 背番号 | 試合     | ゴール   | 試合     | ゴール   | 試合         | ゴール       | 試合 | ゴール |
| -------------------- | -------- | ------------------------ | ------ | -------- | -------- | -------- | -------- | ------------ | ------------ | ---- | ------ |
| レアル・マドリードＢ | 1996-97  | セグンダ                 |        | 8        | 0        | -        | -        | -            | -            | 8    | 0      |
| レアル・マドリードＢ | 1997-98  | セグンダ                 |        | 34       | 4        | -        | -        | -            | -            | 34   | 4      |
| レアル・マドリードＢ | 合計     |                          |        | 42       | 4        | -        | -        | -            | 0            | 42   | 4      |
| インデペンディエンテ | 1998-99  | プリメーラ               |        | 27       | 3        | -        | -        | -            | -            | 27   | 3      |
| インデペンディエンテ | 1999-00  | プリメーラ               |        | 36       | 6        | -        | -        | -            | -            | 36   | 6      |
| インデペンディエンテ | 2000-01  | プリメーラ               |        | 35       | 5        | -        | -        | -            | -            | 35   | 5      |
| インデペンディエンテ | 合計     |                          |        | 98       | 14       | -        | -        | -            | 0            | 98   | 14     |
| リーベル・プレート   | 2001-02  | プリメーラ               |        | 37       | 12       | -        | -        | -            | -            | 37   | 12     |
| リーベル・プレート   | 合計     |                          |        | 37       | 12       | -        | -        | -            | 0            | 37   | 12     |
| レアル・マドリード   | 2002-03  | プリメーラ・ディビシオン | 19     | 25       | 0        | 5        | 0        | 9            | 0            | 39   | 0      |
| レアル・マドリード   | 2003-04  | プリメーラ・ディビシオン | 19     | 17       | 0        | 4        | 1        | 5            | 0            | 26   | 1      |
| レアル・マドリード   | 合計     |                          |        | 42       | 0        | 9        | 1        | 14           | 0            | 65   | 1      |
| インテル             | 2004-05  | セリエA                  | 19     | 30       | 3        | 0        | 0        | 11           | 0            | 39   | 2      |
| インテル             | 2005-06  | セリエA                  | 19     | 34       | 5        | 0        | 0        | 10           | 0            | 44   | 5      |
| インテル             | 2006-07  | セリエA                  | 19     | 21       | 3        | 4        | 0        | 2            | 1            | 27   | 4      |
| インテル             | 2007-08  | セリエA                  | 19     | 33       | 6        | 1        | 0        | 8            | 2            | 42   | 8      |
| インテル             | 2008-09  | セリエA                  | 19     | 35       | 4        | 3        | 1        | 8            | 0            | 46   | 5      |
| インテル             | 2009-10  | セリエA                  | 19     | 30       | 3        | 4        | 0        | 12           | 1            | 47   | 4      |
| インテル             | 2010-11  | セリエA                  | 19     | 30       | 7        | 5        | 0        | 7            | 1            | 42   | 8      |
| インテル             | 2011-12  | セリエA                  | 19     | 37       | 4        | 2        | 0        | 8            | 1            | 47   | 5      |
| インテル             | 2012-13  | セリエA                  | 19     | 33       | 3        | 2        | 0        | 13           | 1            | 48   | 4      |
| インテル             | 2013-14  | セリエA                  | 19     | 32       | 4        | 1        | 0        | -            | -            | 33   | 4      |
| インテル             | 合計     |                          |        | 315      | 41       | 26       | 3        | 79           | 7            | 420  | 51     |
| レスター・シティ     | 2014-15  | プレミアリーグ           |        | 31       | 5        | 2        | 0        | 0            | 0            | 33   | 5      |
| レスター・シティ     | 合計     |                          |        | 31       | 5        | 2        | 0        | 0            | 0            | 33   | 5      |
| オリンピアコス       | 2015-16  | ギリシャ・スーパーリーグ |        | 14       | 2        | 3        | 2        | 4            | 0            | 21   | 4      |
| オリンピアコス       | 2016-17  | ギリシャ・スーパーリーグ | 14     | 0        | 5        | 1        | 9        | 2            | 28           | 3    |        |
| オリンピアコス       | 合計     |                          |        | 28       | 2        | 8        | 3        | 13           | 2            | 49   | 7      |
| 合計                 | 合計     | 合計                     | 合計   | 551      | 74       | 45       | 7        | 106          | 9            | 702  | 90     |

## 代表歴

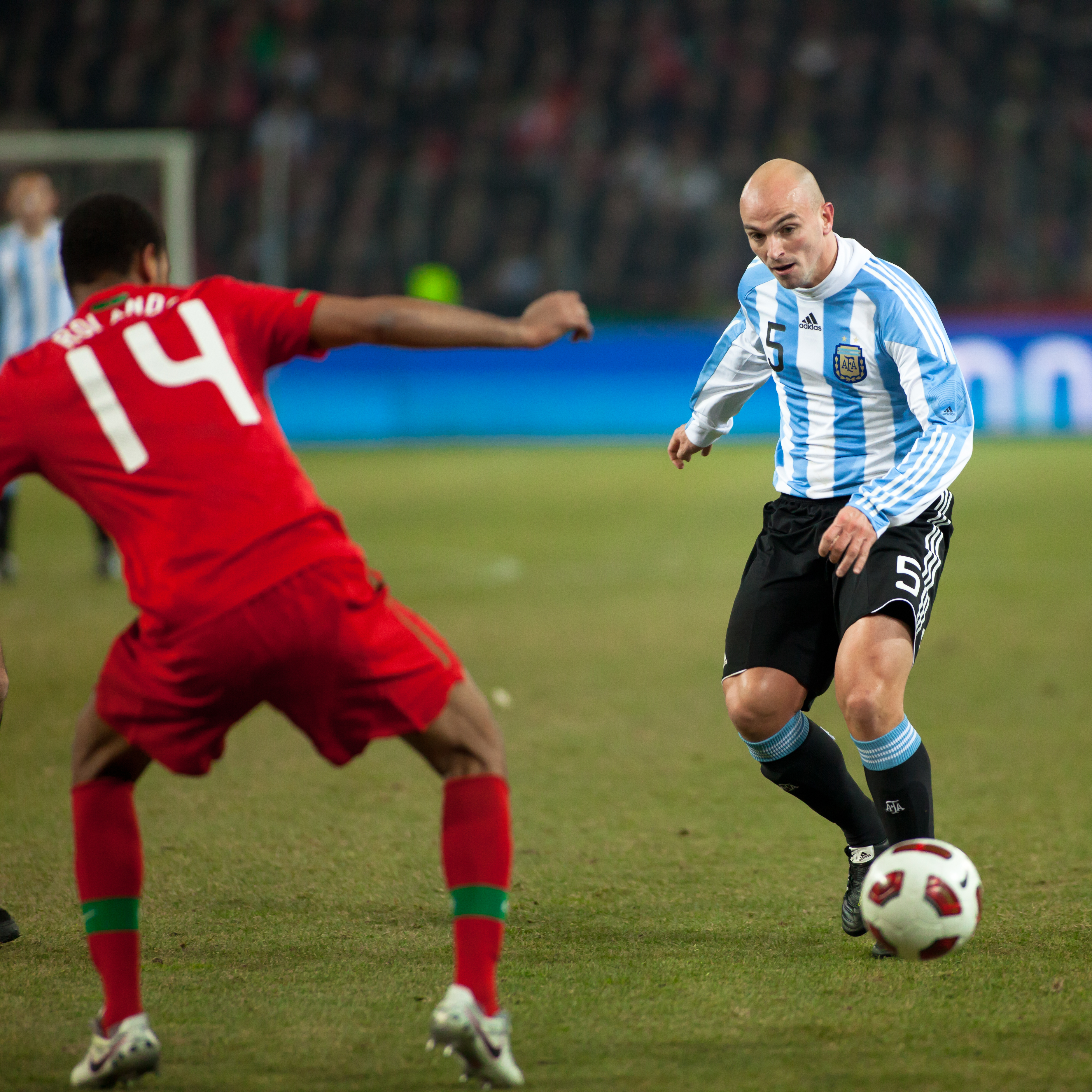
アルゼンチン代表でプレーするカンビアッソ

### 出場大会
- アルゼンチン代表
  - 2006 FIFAワールドカップ

### 試合数
- 国際Aマッチ 52試合 5得点（2000年-2011年）[10]

| アルゼンチン代表 | 国際Aマッチ | 国際Aマッチ |
| 年               | 出場        | 得点        |
| ---------------- | ----------- | ----------- |
| 2000             | 1           | 0           |
| 2001             | 0           | 0           |
| 2002             | 0           | 0           |
| 2003             | 5           | 0           |
| 2004             | 4           | 0           |
| 2005             | 10          | 1           |
| 2006             | 7           | 1           |
| 2007             | 13          | 1           |
| 2008             | 5           | 1           |
| 2009             | 1           | 0           |
| 2010             | 2           | 0           |
| 2011             | 4           | 1           |
| 通算             | 52          | 5           |

### 得点
| #  | 日時          | 場所                 | 相手                   | スコア | 結果 | 大会                                 |
| -- | ------------- | -------------------- | ---------------------- | ------ | ---- | ------------------------------------ |
| 1. | 2005年6月21日 | ニュルンベルク       | ドイツ                 | 2-2    | 2-2  | FIFAコンフェデレーションズカップ2005 |
| 2. | 2006年6月16日 | ゲルゼンキルヒェン   | セルビア・モンテネグロ | 2-0    | 6-0  | 2006 FIFAワールドカップ              |
| 3. | 2007年6月5日  | バルセロナ           | アルジェリア           | 3-2    | 4-3  | 親善試合                             |
| 4. | 2008年9月10日 | リマ                 | ペルー                 | 1-0    | 1-1  | 2010 FIFAワールドカップ・南米予選    |
| 5. | 2011年3月26日 | イーストラザフォード | アメリカ合衆国         | 1-0    | 1-1  | 親善試合                             |

## タイトル

### クラブ
CAリーベル・プレート
- プリメーラ・ディビシオン (1) : 2001-02C

レアル・マドリード
- プリメーラ・ディビシオン (1) : 2002-03
- インターコンチネンタルカップ (1) : 2002
- UEFAスーパーカップ (1) : 2002
- スーペルコパ・デ・エスパーニャ (1) : 2003

インテルナツィオナーレ・ミラノ
- UEFAチャンピオンズリーグ (1) : 2009-10
- セリエA (5) : 2005-06, 2006-07, 2007-08, 2008-09, 2009-10
- コッパ・イタリア (4) : 2004-05, 2005-06, 2009-10, 2010-11
- スーペルコッパ・イタリアーナ (4) : 2005, 2006, 2008, 2010
- FIFAクラブワールドカップ (1) : 2010

### 代表
U-20アルゼンチン代表
- 南米ユース選手権 (2) : 1997, 1999
- FIFA U-20ワールドカップ (1) : 1997